# La Reine blanche
Pour les articles homonymes, voir Reine blanche.
Pour plus de détails, voir Fiche technique et Distribution.
La Reine blanche est un film français réalisé par Jean-Loup Hubert, sorti en France le 8 mai 1991.

## Synopsis
Liliane Soulas remporta dans sa jeunesse le titre de reine de beauté locale : la reine du carnaval de Nantes. Apparaissant au défilé qui suit l'élection le lendemain, « toute blonde dans une (somptueuse) robe toute blanche », elle marqua tant les esprits qu'elle reste à jamais connue comme "La Reine Blanche".
Deux amis d’enfance, Yvon Legaloudec et Jean Ripoche, étaient follement amoureux d’elle et rivalisaient pour avoir ses faveurs. Mais soudainement, Yvon embarqua sur un navire sans prévenir et sans donner la moindre explication à personne, au matin du défilé du carnaval qui va consacrer Liliane. Liliane épousa donc son prétendant restant : Jean Ripoche, l'ouvrier de son père artisan plombier.
À Trentemoult, dans la banlieue nantaise, Liliane et Jean vivent avec leurs quatre enfants et Lucien, le père de Liliane, qui, devenu veuf et âgé, a transmis le flambeau de l'entreprise familiale à son gendre. Ils jouissent du bonheur et de la prospérité de la nouvelle classe moyenne, d’une France en pleine période des Trente Glorieuses : nous sommes en 1960 et 20 ans ont passé depuis que Liliane fut élue reine du carnaval. Jean a développé la petite entreprise de Lucien et vend notamment des baignoires, un équipement de confort et de luxe pour l'époque et dont il prédit que ça se répandra dans tous les foyers français. Il consacre tout son temps libre à construire chaque année avec Lucien un nouveau char pour le défilé du carnaval, reprenant là aussi le flambeau, tandis que Liliane, froide et distante, ne parvient à s'épanouir ni dans sa vie de femme ni dans son mariage.
Un soir, au cours d’un dîner familial, les deux jeunes garçons cadets de la famille ricanent à propos de deux nouveaux camarades qu’ils ont en classe, car ces derniers ont l’incongruité d'être des "bamboulas" tout en ayant un nom à consonance très bretonne. Les parents les corrigent aussitôt de leurs propos déplacés, et leur demandent par curiosité comment se nomment ces deux nouveaux écoliers. Les deux garçons prononcent alors en toute innocence le nom de Legaloudec. D’un coup, tous les souvenirs resurgissent pour Jean, Liliane et son père, et, au vu de leurs mines déconfites, les enfants les interrogent pour savoir qui est ce fameux Legaloudec qui leur fait tant d’effet. Au lieu de répondre, ils s'interrogent plutôt sur la possibilité qu'il s'agisse bien du Legaloudec auquel ils pensent tous, et qui serait donc de retour en ville après tant d'années d’absence en n'ayant pas donné la moindre nouvelle durant tout ce temps.
Les jours suivants, il se confirme qu’Yvon Legaloudec est bien revenu s’installer à Trentemoult après son long périple. Il est marié à une belle Antillaise et ont trois enfants métis. Les deux familles prennent contact et essayent de sympathiser. La femme d'Yvon Legaloudec qui ignore tout du passé de son mari est très heureuse d'avoir enfin des amis dans cette ville qu'elle ne connaît pas, et essaye d'être la plus accueillante possible avec les Ripoche. Les filles ainées des deux familles, qui sont du même âge, deviennent très vite complices en ayant une certaine admiration réciproque, tandis que les garçons ne cessent de se quereller. Tout le monde semble heureux de ces retrouvailles, à part Liliane qui fait grise mine. Yvon Legaloudec déborde d'enthousiasme, raconte sa vie de bourlingueur et parle aux Ripoche comme s'ils avaient toujours été de proches amis malgré ses longues années d’absence et de silence, mais petit-à-petit il va se faire de plus en plus insistant, provoquant des esclandres, menaçant Lucien : Jean qui a repris la construction du char sur lequel défile la reine du carnaval de Nantes a choisi cette année la Guadeloupe pour thème. Pour sceller leur complicité et alors que ça doit rester secret jusqu'au grand jour, Annie la fille ainée de Jean va montrer le char à Mireille, la fille d'Yvon. Celui-ci, apprenant ainsi le thème du char, convainc Lucien de le lui montrer en menaçant de parler du passé.
Lors  d'un repas dominical entre les deux familles, chez les Legaloudec, Yvon lève son verre et porte un toast à leurs deux reines. Piqué dans sa fierté, Jean rétorque qu'il n'en voit qu'une seule à la table, ce à quoi Yvon répond par provocation que le char de carnaval de Jean lui a donné des idées et annonce qu'il va présenter sa fille Mireille au concours. Le déjeuner tourne à la dispute, et toute la famille Ripoche repart sur le champ. De colère, Jean détruit son char puis entreprend d'en construire un autre sur le thème du pôle nord pour contrecarrer les projets d'Yvon et se met à camper « au hangar » pour être à pied d’œuvre sur le chantier du nouveau char.
C'est le moment que choisit le père de Liliane pour tenter de faire table rase des drames avec sa fille. Il lui avoue piteusement  que lui et sa défunte femme, n’appréciant guère à l'époque Yvon qui n'était pas un garçon sérieux, lui avaient épongé une forte dette de jeu qu’il avait contractée dans des milieux peu recommandables, exigeant en contrepartie qu’il prenne ce fameux bateau vers les îles tout en laissant délibérément Jean et Liliane dans l'ignorance du stratagème utilisé pour faire partir Yvon.
Liliane, fâchée, désemparée, profondément malheureuse de ces révélations tardives et avec le sentiment d’avoir été ainsi en quelque sorte trahie et vendue par ses propres parents, s'effondre. Quand le lendemain Yvon vient s'excuser pour la scène du déjeuner, Liliane a perdu toute froideur et l'accueille sereinement. Ensemble ils discutent du passé, du départ d'Yvon. Yvon lui révèle que malgré des sentiments pour elle, c'est sa femme Annabelle et ses enfants qu'il aime, que leur histoire appartient à un temps bien révolu de leur jeunesse, libérant ainsi la conscience torturée de Liliane . Elle ressort et enfile alors pour lui la somptueuse robe blanche qu'elle n'avait plus portée depuis 20 ans et dans laquelle Yvon ne l'avait jamais vue, en souvenir et en deuil de ce lourd passé. Estimant avoir une dette elle aussi vis-à-vis d'Yvon, elle lui offre la robe blanche afin qu'il convainque sa fille de participer au concours de reine du carnaval, ce pour quoi elle n'était pas d'accord. Débarrassée de cette robe, Liliane tire ainsi un trait sur un passé douloureux et commence à s'ouvrir aux autres, notamment à Jean qui ne comprend pas le message : alors qu'il croit que Liliane l'a trompé avec Yvon et qu'il fait ses valises, Liliane lui dit son amour. Jean rétorque qu'il lui aura fallu les bras d'Yvon pour s'en apercevoir, ce à quoi Liliane répond qu'il ne l'a pas touchée. Jean quitte la maison persuadé d'être choisi par dépit et non par amour.
À la surprise de tous, Mireille Legaloudec remporte le titre de reine du carnaval 1960. Son père Yvon se met alors à fanfaronner devant tout le monde de ce qu'il estime être sa propre victoire. Par dépit, Jean prend le même bateau que celui pris par Yvon 20 ans plus tôt, quittant Nantes avec projet d'aller lui aussi bourlinguer comme l’avait fait naguère son grand rival après avoir félicité Mireille et lui avoir demandé pardon.
Désemparée par ce brusque départ et enfin libérée du passé, Liliane confesse à son père qu’il aura fallu le retour d’Yvon pour qu'elle comprenne qu'elle aime Jean, ce que les ombres sur la brutale et totale disparition d'Yvon avaient empêché. Elle aime Jean et veut aller le rechercher, mais le bateau suivant pour les Antilles n'appareillera que dans un mois et Jean est parti avec les économies du ménage. Son père la rassure, lui disant qu'un mois n'est pas si long, que c'est peut-être juste le temps qu'il faut à Jean et à elle, que maintenant leur fille ainée Annie est assez grande pour aider à garder la petite dernière, et qu'il lui reste des économies pour qu'elle aille rechercher "son" Jean.

## Fiche technique
- Titre : La Reine blanche
- Réalisation : Jean-Loup Hubert
- Scénario : Jean-Loup Hubert
- Photographie : Claude Lecomte
- Musique : Georges Delerue
- Bande son : Leny Escudero (interprète de Ballade à Sylvie)
- Décors : Frédéric Duru
- Costumes : Maison Peignon
- Producteur : Alain Depardieu
- Distribution : AMLF
- Pays: France
- Format : couleurs
- Genre : comédie dramatique
- Durée: 119 minutes
- Lieux de tournage : Nantes, Trentemoult
- Date de sortie à Paris : 8 mai 1991

## Distribution
- Catherine Deneuve : Liliane Ripoche
- Richard Bohringer : Jean Ripoche
- Bernard Giraudeau : Yvon Legualoudec
- Jean Carmet : Lucien Soulas, le père de Liliane
- Laure Moutoussamy : Annabelle
- Isabelle Carré : Annie Ripoche, la fille ainée de Liliane et de Jean
- Muriel Pultar : Mireille Legualoudec
- Geneviève Fontanel : Rita
- Antoine Hubert : Nicolas Ripoche
- Julien Hubert : Milou Ripoche
- Pauline Hubert : Pauline Ripoche
- Loïc Rutkowski : Boulou
- Didier Bénureau : l'animateur de la soirée d'élection de reine du carnaval

## Discographie
- Parue initialement en CD chez Polydor, la bande originale du film La Reine blanche composée par Georges Delerue a été rééditée chez Disques Cinémusique en 2013. Voir la présentation en ligne.
- La chanson qui est chantée dans le générique de fin est Mon amant de Saint-Jean.

## Autour du film
Plusieurs lieux et symboles nantais sont évoqués dans le film :
- le roquio sert dans deux scènes (l'une tournée à Trentemoult avec une publicité pour les magasins Decré, l'autre au quai Marquis-d'Aiguillon) ;
- le passage Pommeraye sert de décor à une scène avec Catherine Deneuve et Bernard Giraudeau ;
- les salons Mauduit servent de décor à la scène de l'élection de la reine du carnaval de Nantes 1960 ;
- berlingots nantais, Muscadet (enseigne dans la scène du carnaval), publicité murale pour les biscuits LU ;
- bars et prostitution au quai de la Fosse ;
- activité du port de Nantes (scène de manutention portuaire filmée au quai Marquis-d'Aiguillon) ;
- grues Titan de Nantes et grue noire ;
- évocation de la traite négrière à Nantes.
- des costumes sont créés par la Maison Peignon, peu avant sa fermeture.